# Тея Зупан
Тея Зупан (4 грудня 1990) — словенська плавчиня.
Учасниця Олімпійських Ігор 2008 року, де в марафонському плаванні на дистанції 10 кілометрів посіла 12-те місце, поступившись шістнадцятьма секундами переможниці Ларисі Ільченко з Росії.